# Lars Johan Brodtkorb
Lars Johan Brodtkorb es un deportista noruego que compitió en vela en la clase Europe. Ganó nueve medallas en el Campeonato Mundial de Europe entre los años 2013 y 2022.

## Palmarés internacional
| Campeonato Mundial | Campeonato Mundial      | Campeonato Mundial | Campeonato Mundial |
| Año                | Lugar                   | Medalla            | Clase              |
| ------------------ | ----------------------- | ------------------ | ------------------ |
| 2013               | Sønderborg (Dinamarca)  | Medalla de plata   | Europe             |
| 2014               | La Rochelle (Francia)   | Medalla de oro     | Europe             |
| 2015               | Arendal (Noruega)       | Medalla de oro     | Europe             |
| 2016               | Torbole (Italia)        | Medalla de plata   | Europe             |
| 2017               | Blanes (España)         | Medalla de plata   | Europe             |
| 2018               | Kühlungsborn (Alemania) | Medalla de plata   | Europe             |
| 2019               | Puerto Balís (España)   | Medalla de bronce  | Europe             |
| 2021               | Råå (Suecia)            | Medalla de oro     | Europe             |
| 2022               | Douarnenez (Noruega)    | Medalla de bronce  | Europe             |